# Depozycja (archeologia)
Proces podepozycyjny – wszelkie przekształcenia jakim podlega ukształtowana w procesie stratyfikacji struktura stanowiska archeologicznego, aż do momentu jej odkrycia, część świadectw ulega zniszczeniu lub zostaje przekształcona. Nie jest to postać pierwotna lecz zredukowana pod względem jakości i ilości informacji w wyniku występowania różnych zjawisk. Podczas procesu podepozycyjnego część informacji jest bezpowrotnie tracona.
Stan zachowania zabytków zależy od:
- długości przebywania w ziemi,
- surowca z jakiego wykonano przedmiot,
- klimatu i środowiska na danym terenie.

Zabytki podlegają nieustannemu niszczeniu przez czynniki fizyczne takie jak:
- zmiany temperatury otoczenia,
- otoczenie,
- zmiana wilgotności gruntu,
- zmiany chemiczne (rodzaj gleby, jej odczyn, obecność soli mineralnych).

Na stan zachowania mają także wpływ czynniki biologiczne:
- działalność grzybów,
- działalność bakterii i mikroorganizmów,
- działalność roślin (korzenie mogą zależnie od sytuacji mogą mieć negatywny lub pozytywny wpływ na zabytek).

Pozostałości materialne od momentu użytkowania przez dawne społeczeństwa do czasu ich odkopania przez archeologia podlegają przemianom. Stan źródeł nie jest taki sam jak w czasie ich użytkowania. Bardzo rzadko mamy do czynienia z zamrożonym obiektem z przeszłości (w wyniku wybuchu wulkanu, zamrożenia lub innego kataklizmu). Często zdarza się również, że nie wszystkie rodzaje źródeł archeologicznych mogą dotrwać do naszych czasów. Kiedy ludzie uciekają pozostawiając swój dobytek, zazwyczaj porzucając tylko rzeczy zbędne oraz zniszczone i takie je znajdujemy. Archeolog prawie nigdy nie dysponuje pełnym inwentarzem stanowiska. Tym cięższe jest odtworzenie życia ludzi w przeszłości, gdy nie zachowują się żadne ślady ich kultury niematerialnej (język, wierzenia, zwyczaje, obrzędy). Wiele zabytków jest odnajdowanych w kontekście innym niż pierwotny (w którym funkcjonowały), gdyż zostały zagubione, ukryte bądź też wyrzucone.
- Różny może być żywot przedmiotów – przykładowo wykonane z gliny naczynie było po zużyciu wyrzucane, ale srebrne czy brązowe było naprawiane albo przetapiane i żaden ślad w materiale archeologicznym po nim nie pozostał. W dziejach często zdarzało się, że zabytki niszczono celowo po śmierci np. fundatora obiektów lub w wyniku wojen i najazdów. Ponadto wpływ na ich zachowanie mają siły przyrody.
- W klimacie umiarkowanym, gdzie występują wysokie temperatury, deszcze oraz kwaśne gleby szczątki organiczne ulegają szybkiemu rozkładowi. Największe szanse na zachowanie mają zabytki w klimacie suchym. Brak wody uniemożliwia rozwój mikroorganizmów. Za przykład mogą posłużyć mumie egipskie i zachowane w grobowcach meble, które dotrwały do naszych czasów dzięki odpowiednim i niezmiennym warunkom. Sprzyjające zachowaniu są także ekstremalnie niskie temperatury, ponieważ hamują na długi czas rozkład. Przykładem są zamrożone ciała mamutów wraz z sierścią i zawartością żołądka oraz zamrożony człowiek z lodowca, Ötzi. Korzystny dla zachowania może być miejscowy mikroklimat. Musi być on jednak niezmienny. W jaskini Lascaux doskonale zachowały się naścienne malowidła oraz sznur pleciony.
- Gleby kwaśne powodują rozkład kości i drewna. Gleby alkaliczne je konserwują.
- Działanie konserwujące ma także sól oraz miedź. Potwierdzają to liczne znaleziska w miejscach wydobywania tych surowców.
- Przedmioty organiczne zachowują się dobrze w środowisku wodnym. Brak tlenu ułatwia zachowanie zabytków w jeziorach, bagnach i na torfowiskach. Ważny jest odczyn środowiska. Kwaśne torfowiska dobrze zachowują drewno i szczątki roślinne. Niszczą kości, żelazo i ceramikę.
- Największe szanse zachowania mają pozostałości nieorganiczne. Najlepiej zachowują się narzędzia kamienne, ceramika, cegła.
- Przedmioty metalowe zachowują się w różnym stopniu, są o wiele bardziej podatne na niszczenie. Najlepiej zachowuje się złoto oraz srebro. Gorzej zachowuje się miedź i brąz. Jeszcze bardziej na korozję podatne jest żelazo, ponieważ tlen szybko je niszczy.